# West Coast Conference

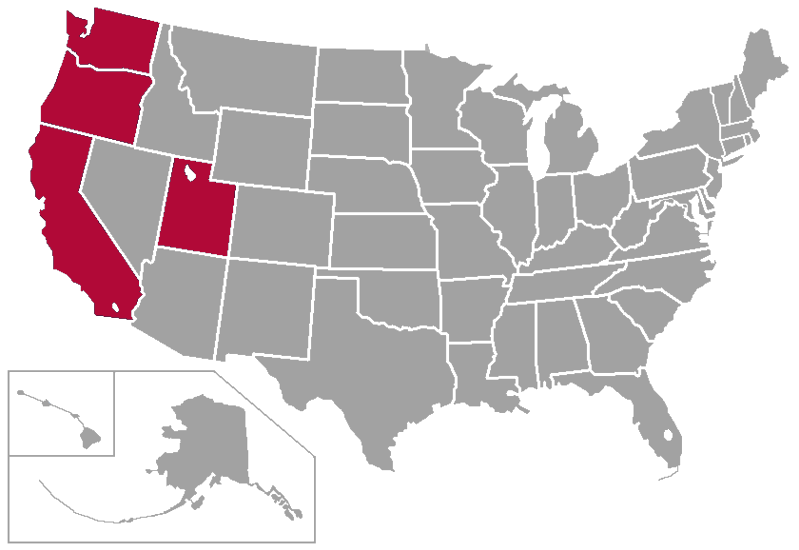
Ausdehnung der West Coast Conference

Die West Coast Conference ist eine aus zehn Universitäten bestehende Liga für diverse Sportarten, die in der NCAA Division I spielen. Alle zehn Mitglieder sind Privatuniversitäten mit religiösem Hintergrund. Acht der zehn Universitäten sind der katholischen Kirche verbunden.
Die Liga wurde 1952 gegründet. Die Mitglieder befinden sich alle an der Westküste der Vereinigten Staaten. Der Hauptsitz befindet sich in San Bruno im Bundesstaat Kalifornien.

## Mitglieder
Ausscheidendes Mitglied in Rosa.
| Universität                        | Ort                        | Teamname | gegründet | Trägerschaft | Studenten | beigetreten |
| ---------------------------------- | -------------------------- | -------- | --------- | ------------ | --------- | ----------- |
| Gonzaga University                 | Spokane, Washington        | Bulldogs | 1887      | privat       | 7.229     | 1979        |
| Loyola Marymount University        | Los Angeles, Kalifornien   | Lions    | 1865      | privat       | 8.972     | 1955        |
| University of the Pacific          | Stockton, Kalifornien      | Tigers   | 1851      | privat       | 6.196     | 1952, 2013  |
| Pepperdine University              | Malibu, Kalifornien        | Waves    | 1937      | privat       | 6.053     | 1955        |
| University of Portland             | Portland, Oregon           | Pilots   | 1901      | privat       | 3.200     | 1976        |
| Saint Mary’s College of California | Moraga, Kalifornien        | Gaels    | 1863      | privat       | 3.962     | 1952        |
| University of San Diego            | San Diego, Kalifornien     | Toreros  | 1949      | privat       | 7.548     | 1979        |
| University of San Francisco        | San Francisco, Kalifornien | Dons     | 1855      | privat       | 8.722     | 1952        |
| Santa Clara University             | Santa Clara, Kalifornien   | Broncos  | 1851      | privat       | 8.377     | 1952        |
| Seattle University                 | Seattle, Washington        | Redhawks | 1891      | privat       | 7.755     | 1971, 2025  |

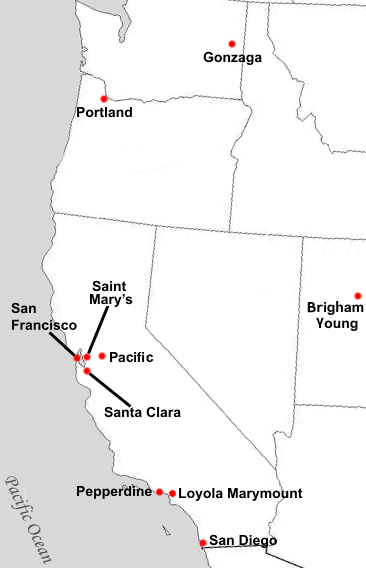
Lage der Vollmitglieder

- Gonzaga wird 2026 an der Pac-12 Conference teilnehmen.

### Assoziierte Mitglieder
| Universität                                                | Ort                     | Teamname | gegründet | Trägerschaft | Studenten | beigetreten | Sportart(en)        | Main-Conference                                           |
| ---------------------------------------------------------- | ----------------------- | -------- | --------- | ------------ | --------- | ----------- | ------------------- | --------------------------------------------------------- |
| United States Air Force Academy (Air Force)                | USAF Academy, Colorado  | Falcons  | 1954      | staatlich    | 4.304     | 2023        | Wasserball (Männer) | Mountain West Conference                                  |
| Augusta University                                         | Augusta, Georgia        | Jaguars  | 1828      | staatlich    | 9.274     | 2025        | Golf (Frauen)       | Peach Belt Conference (Div. II)                           |
| Augusta University                                         | Augusta, Georgia        | Jaguars  | 1828      | staatlich    | 9.274     | 2025        | Golf (Männer)       | Peach Belt Conference (Div. II)                           |
| California Baptist University                              | Riverside, Kalifornien  | Lancers  | 1950      | privat       | 11.580    | 2023        | Wasserball (Männer) | Western Athletic Conference (Big West Conference ab 2026) |
| Creighton University                                       | Omaha, Nebraska         | Bluejays | 1878      | privat       | 8.910     | 2010        | Rudern (Frauen)     | Big East Conference                                       |
| Oregon State University                                    | Corvallis, Oregon       | Beavers  | 1869      | staatlich    | 37.121    | 2024        | Zehn Sportarten     | Pac-12 Conference                                         |
| California State University, Sacramento (Sacramento State) | Sacramento, Kalifornien | Hornets  | 1947      | staatlich    | 34.181    | 2024        | Rudern (Frauen)     | Big Sky Conference (Big West Conference ab 2026)          |
| San José State University                                  | San José, Kalifornien   | Spartans | 1857      | staatlich    | 33.025    | 2023        | Wasserball (Männer) | Mountain West Conference                                  |
| Washington State University                                | Pullman, Washington     | Cougars  | 1869      | staatlich    | 20.976    | 2024        | Zehn Sportarten     | Pac-12 Conference                                         |

- Die Pac-12 Conference wird am 1. Juli 2026 ihren vollen Betrieb wieder aufnehmen. Es wurde noch nicht bekannt gegeben, welche Sportarten Oregon State und Washington State weiterhin in der WCC beherbergen werden, falls überhaupt.

### Zukünftiges Assoziiertes Mitglied
| Universität                                | Ort                | Teamname | gegründet | Trägerschaft | Studenten | beigetreten | Sportart(en)             | Main-Conference                                        |
| ------------------------------------------ | ------------------ | -------- | --------- | ------------ | --------- | ----------- | ------------------------ | ------------------------------------------------------ |
| University of California, Davis (UC Davis) | Davis, Kalifornien | Aggies   | 1905      | staatlich    | 40.848    | 2026        | Beachvolleyball (Frauen) | Big West Conference (Mountain West Conference ab 2026) |
| University of California, Davis (UC Davis) | Davis, Kalifornien | Aggies   | 1905      | staatlich    | 40.848    | 2026        | Wasserball (Männer)      | Big West Conference (Mountain West Conference ab 2026) |